# Gerhard Kittel
Gerhard Kittel (23 de septiembre de 1888, Breslau, Alemania - 11 de julio de 1948 en Tübingen) fue un teólogo protestante alemán. Conocido en el campo de los estudios bíblicos por su Theologisches Wörterbuch zum Neuen Testament (Diccionario teológico del Nuevo Testamento), fue un decidido partidario de los nazis.
Kittel fue hijo de Rudolf Kittel, profesor del Antiguo Testamento que era un experto del judaísmo de la época del Antiguo Testamento y rector de la Universidad de Leipzig desde 1917 hasta 1919. Asistió al König Albert-Gymnasium en Leipzig de 1907 a 1912 donde estudió idiomas orientales y teología. Posteriormente estudió en Tubinga, Berlín y Halle. Recibió el doctorado de la Universidad de Kiel en 1913.
Durante la Primera Guerra Mundial, Kittel sirvió como capellán de la marina alemana. En 1917 impartió clases en Leipzig hasta 1921, año en que se convirtió en profesor. En 1921 fue llamado al profesorado del Nuevo Testamento a Greifswald donde quedó hasta 1926. Después asumió la silla de Adolf Schalatter en Tubinga. Allí realizó varias investigaciones y publicó artículos que compararon la historia y religión del judaísmo antiguo y el cristianismo naciente en Palestina. En aquel entonces, expresó que no le interesaban tanto las cuestiones raciales y políticas sino las de la relación entre Israel, el judaísmo y el cristianismo. En 1933 asumió la redacción del Diccionario Teológico del Nuevo Testamento que antes estaba a cargo de Hermann Cremer y Julius Kögel.
Se hizo miembro del partido político nazi en mayo de 1933, año en que este tomó el poder del gobierno. Al publicar su artículo Die Judenfrage (“La cuestión de los judíos”) de junio de 1933, abogó por la retirada de la ciudadanía a los judíos alemanes, la prohibición de que estos ejercieran la medicina, la judicatura, la enseñanza y el periodismo, y la prohibición de los matrimonios o las relaciones sexuales mixtos (entre judíos y no judíos), anticipándose en dos años a la promulgación de las Leyes Raciales de Nuremberg. También publicó trabajos en los que describía a los judíos como el enemigo histórico de Alemania, la cristiandad y la cultura europea en general. Kittel se involucró de este modo con la política nazi de excluir al pueblo judío a pesar del desacuerdo vocal de líderes judíos como Martín Buber y cristianos como Ernst Lohmeyer.
En 1935 Kittel ayudó a fundar el Reichsinstitut für Geschichte des Neuen Deutschland (el Instituto del Gobierno para la Historia de la Alemania Nueva), la institución supuestamente científica a cargo de la justificación de las políticas antisemitas del régimen nazi. Colaborador activo con la división a cargo de la cuestión judía, el Institut zur Erforschung der Judenfrage (Instituto para la Investigación de la Cuestión Judía). Desde el otoño de 1939 hasta abril de 1943, fue el encargado del departamento de teología en la Universidad de Viena.
Hermann Sasse, profesor de teología en Erlangen, caracterizó a Kittel y sus obras en una nota dirigida al obispo de Baviera, Hans Meiser, en 1944 con las palabras siguientes: 

“Como colaborador con su Diccionario por más de un año, llegué a la conclusión de que Kittel es una de las personalidades teológicas más astutas de nuestra época. Sus pactos con los Deutsche Christen (Cristianos Alemanes) en todo aspecto ha sido un reto difícil para nosotros. Por ejemplo, nunca se dehizo de Walter Grundmann, sepulturero de nuestra iglesia en Turingia. Este discurso documenta su actividad en el Reichsinstitut für Geschichte des Neuen Deutschlands y ha servido como apuntalamiento científico para la política actual hacia los judíos. Por tanto Kittel ha promovido estas políticas y, al hacerlo, ha comprometido la teología evangélica al hacerla parcialmente responsable por ellas.”

Kittel fue detenido por el ejército francés de la ocupación el 3 de mayo de 1945 y encarcelado durante diecisiete meses, primero en el castillo de Tubinga y después en el campamento de detención en Balingen.
Eruditos franceses y estadounidenses, preocupados por la redacción incompleta del Diccionario Teológico del Nuevo Testamento, solicitaron al gobierno militar francés de la región que le liberaran para poder continuar su trabajo con él.
En 1946 le dieron de alta con restricciones de movimiento. Consiguió trabajo en una biblioteca del monasterio de Beuron y atendió a una pequeña congregación de luteranos del mismo pueblo como pastor. Posteriormente los franceses levantaron las restricciones de movimiento, facilitando su regreso a Tubinga para vivir con su esposa. Allí murió el 11 de julio de 1948, poco antes de los Spruchkammerverfahren, juicios laicos celebrados durante la desnazificación de Alemania.

## Trabajo literario
- Die Oden Salomos. Überarbeitet oder einheitlich?; Diss. Kiel 1913; 1914
- Jesus als Seelsorger, 1917
- Rabbinica; Leipzig: Hinrichs, 1920
- Das Religionslehrer-Seminar in Leipzig. Aufbau und Ziele im Auftrag des Christl. Volksdienstes dargestellt; Berlín: Reuther & Reichard, 1921
- Die religiöse und die kirchliche Lage in Deutschland. Dörffling & Franke, Leipzig 1921
- Seelsorge an jungen Mädchen, 1925
- Urchristentum-Spätjudentum-Hellenismus; Akademische Antrittsvorlesung vom 28. Oktober 1926 in Tübingen; Stuttgart: Kohlhammer, 1926
- Jesus und die Juden; Berlín: Furche, 1926
- Die Probleme des palästinischen Spätjudentums u. das Urchristentum, 1926
- Die Judenfrage, 1933
- Kirche und Judenchristen, 1933
- Ein theologischer Briefwechsel (conh Karl Barth), 1934
- Christus und Imperator. Das Urteil der Ersten Christenheit über den Staat, 1939
- Die historischen Voraussetzungen der jüdischen Rassenmischung, 1939
- Dichter, Bibel und Bibelrevision, 1939
- Zus. mit Eugen Fischer: Das antike Weltjudentum. Tatsachen, Texte, Bilder; Forschungen zur Judenfrage des "Reichsinstituts zur Geschichte des Neuen Deutschlands von Walter Frank, Forschungsabteilung Judenfrage, Band 7; Hamburg: Hanseatische Verlagsanstalt, 1943
- Meine Verteidigung. Neue, erweiterte Niederschrift, 1946
- Der Jakobusbrief und die Apostolischen Väter. Aus dem Nachlaß veröffentlicht von Karl Heinrich Rengstorf; in: ZNW 43 (1950/51), S. 54-112